# Induction embryonnaire
 (novembre 2015).
Si vous disposez d'ouvrages ou d'articles de référence ou si vous connaissez des sites web de qualité traitant du thème abordé ici, merci de compléter l'article en donnant les références utiles à sa vérifiabilité et en les liant à la section « Notes et références ».
L'induction embryonnaire est un phénomène d’interaction qui fait intervenir des cellules et en particulier des tissus : un tissu va induire un signal qui va être reçu par un autre tissu, provoquant ainsi un changement dans sa différenciation. Ces signaux d’induction sont de natures chimiques et généralement sous forme de gradient et parviennent à changer l’expression des gènes des cellules du tissu récepteur induisant leur différenciation,. 

## Explications
La compétence d’une cellule ou d’un tissu, qui correspond à sa capacité à recevoir un signal inducteur et à y répondre, joue évidemment un rôle essentiel dans ce mécanisme dans la mesure où ce tissu ne sera compétent que pendant une période de temps très limitée et que ses régions ne sont pas toujours toutes compétentes. Ainsi, l’induction embryonnaire est un phénomène à la fois complexe et précis où les notions de temps et de localisation sont essentielles.
Chez les invertébrés, l’induction embryonnaire est un mécanisme qui a très peu été étudié mais qui participe probablement à leur développement comme cela a pu être illustré par les expériences de Hôrstadius en 1973 où il a découvert chez les oursins que les micromères, qui représentent un centre qui induit des signaux inducteurs, sont capables d’induire la différenciation de cellules en endomésoderme (tissu qui n’est pas différencié encore en endoderme et mésoderme) notamment lorsqu’il transplantait ce centre dans le pôle animal d’un autre embryon, entrainant la formation d’un autre endomésoderme.
Chez les vertébrés, il semblerait que l'interaction entre cellules qui participent à l’induction embryonnaire soit le mécanisme le plus répandu dans leur développement mais l’analyse la plus complète de l’induction embryonnaire a été faite chez les amphibiens, et ceci peut s’expliquer par la grande taille et la facilité de manipulation de leurs œufs et embryons.

## Découverte

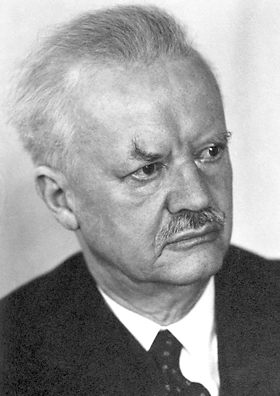
Hans Spemann (1869-1941) reçoit le prix Nobel de physiologie ou médecine en 1935

L’induction embryonnaire aurait été découverte par Hans Spemann en 1901 et par la suite par Lewis en 1904 lors d’expériences sur des espèces appartenant au groupe rana concernant la formation du cristallin de l’œil qui proviendrait d’une induction provenant du lobe optique sur l’ectoderme,.
Par la suite, en 1924, Hans Spemann et Hilde Pröscholdt Mangold vont faire des expériences de transplantation de lèvre blastoporale entre espèces d’amphibien Triturus, menant à la formation d’une seconde plaque neurale à l’endroit de la greffe, d’un axe bilatéral et montrant la participation des cellules hôtes qui ont subi une induction à la formation de nouvelles structures induites par la greffe. En outre, en greffant une partie d’un embryon, ils ont découvert qu’ils pouvaient induire sur l’embryon receveur la formation non complète d’un autre embryon,.
En 1935, Hans Spemann a reçu le prix Nobel de physiologie ou médecine pour sa découverte de l’organisateur embryonnaire (ou organisateur de Spemann). C’est cet organisateur qui est à l’origine de l’organisation du développement du corps de l’embryon et notamment chez les amphibiens de la formation du tube neural par induction. Il publiera en 1938 « Embryonic Development and Induction » où il relatera ses expériences.

## Types d'induction embryonnaire
À travers la littérature, on pourra constater que différentes catégories ont été nommées afin de classifier les inductions embryonnaires selon leurs caractéristiques de base.

### Inductions embryonnaires primaire et secondaire
On distinguera les inductions primaires des inductions secondaires : les premières résultant de l'interaction entre les feuillets embryonnaires (ectoderme, mésoderme et endoderme) et la seconde résultant de l'interaction entre des tissus qui ont déjà subi une différenciation.
Une induction primaire largement étudiée est celle que l’on voit durant la gastrulation où une interaction entre l’ectoderme et le mésoderme dorsaux donne naissance au tube neural (on a donc ici une différenciation du système nerveux).
Une induction secondaire connue est celle de la différenciation du cristallin que l’on retrouve chez les vertébrés. Cette différenciation se fait à partir l’ectoderme de surface et par l’intermédiaire d’un signal émis par l’ectoderme neural plus bas.

### Inductions embryonnaires permissive et instructive
Par ailleurs, on distingue deux autres termes pour définir des inductions spécifiques : les inductions permissives au cours desquelles le tissu cible ou la cellule cible sous l’influence du signal se différencie mais ne change en rien si le signal n’est pas reçu; et les inductions instructives durant lesquelles le tissu cible ou cellule cible se différencie de façon spécifique lorsqu’il reçoit le signal, mais également d’une autre façon s’il ne reçoit pas le signal. C'est Wessells en 1977 qui disait que les inductions instructives devaient obéir à trois règles pour être considérées instructives :    
1. « En présence du tissu A, le tissu B se développe d'une certaine manière,
2. En l'absence du tissu A, le tissu B ne se développe pas de cette manière,
3. En l'absence du tissu A, mais en la présence du tissu C le tissu B ne se développe pas de la manière considérée »[3].

### Inductions embryonnaires endogène et exogène
D’autre part, Lovtrup en 1974 a nommé induction embryonnaire endogène (« endogenous induction ») et exogène (« exogenous induction ») comme étant les deux catégories de base pour classer les différentes types d’induction embryonnaire. Ainsi, l’induction embryonnaire endogène est caractérisée par le fait que des cellules embryonnaires produisent de façon endogène et graduelle des inducteurs qui vont venir les influencer elles-mêmes, créant ainsi un nouveau modèle de diversification. La résultante est que ces cellules vont s’auto-transformer ou s’auto-différencier. Lovtrup avait donné comme exemple notamment les cellules mésenchymateuses du pôle ventral des échinides et les cellules de la lèvre dorsale du blastopore des amphibiens (« yolk laden cells ») dans lesquelles l’induction endogène se produisait. L’induction embryonnaire exogène quant à elle, a lieu lorsqu’une cellule ou un tissu est mis dans un embryon et qu’il, par un contact inductif, exprime un processus de diversification sur les cellules environnantes. Il a été décrit par Grobstein en 1964, qu’il existe deux sous-types d’induction embryonnaire exogène nommés homotypique et hétérotypique selon que l’induction induit justement la formation d’un tissu qui va être similaire (induction homotypique) ou différent (induction hétérotypique) au tissu inducteur. Ainsi, dans l’induction embryonnaire exogène homotypique, on aura par exemple une cellule différenciée qui va produire un signal inducteur qui va lui permettre de maintenir ses caractéristiques mais également d’envoyer le signal et d’induire la différenciation des cellules voisines en cellules similaires à la cellule inductrice. Pour l’induction embryonnaire exogène hétérotypique, il semblerait, selon Lovtrup, que le meilleur exemple se trouve chez les amphibiens et soit celui de la notochorde implantée dans un embryon qui donne lieu à un second axe embryonnaire.    

## Induction embryonnaire du mésoderme

### Expériences de Pieter Nieuwkoop
Les expériences d’un embryologiste de nationalité hollandaise nommé Pieter Nieuwkoop en 1969 ont été faites au stade blastula d’un œuf de xénope. Pour former cette blastula, il y a dans un premier temps une division de cellules qui donneront lieu à une sphère creuse ayant un pôle de cellules animales plus grosses vers le haut (pigmentées et petites qui formeront l’ectoderme) et un pôle de cellules végétatives qui sera localisé vers le bas de l’œuf (elles seront plus grosses car chargées en composés nutritifs, nommés plaquettes vitellines, et formeront le futur endoderme). Ainsi, le but de ces expériences était de comprendre comment se formait le mésoderme. Pour cela, il avait isolé en culture des cellules du pôle animal, et d’autre part des cellules du pôle végétatif afin de voir si elles pouvaient induire la formation du mésoderme. Aucune cellule des deux pôles ne le pouvait, mais lorsqu’il gardait l’œuf avec les deux pôles, il y avait alors formation d’un embryon entier avec un mésoderme complet (constitué de structures telles que les somites, la notochorde, le tube nerveux et le tube digestif). Il découvrit alors que le pôle végétatif au niveau dorsal, et plus précisément ce qu’il appellera le centre de Nieuwkoop, était le lieu responsable de l’induction du mésoderme. On parle d’induction embryonnaire,. 

### Expériences de Dale et Slack
Ce sont des expériences faites en 1987 par Dale et Slack (qui sont des chercheurs anglais) qui viennent ajouter des précisions sur l’origine de cette induction pour former le mésoderme. Ils utilisèrent pour ces expériences des embryons plus précoces constitués seulement de trente-deux blastomères qui sont classés en quatre rangées avec un nombre égal de cellules (donc huit). Ils ont isolé chaque rangée et fait un certain nombre de tests afin de déterminer lesquelles étaient à l’origine de cette induction. Il ressortit de ces expériences que les rangées des deux pôles si elles sont isolées les unes des autres ne peuvent induire la formation d’un mésoderme seules, mais associées en sont capables (comme l’avait déjà découvert Nieuwkoop). Ainsi, ils découvrirent que les cellules du pôle végétatif faisaient une induction ayant pour cible les cellules du pôle animal ce qui leur permettait de détenir de nouvelles dispositions pour se différencier : les blastomères D1 (contenant le centre de Nieuwkoop) sont les seuls à l’origine de l‘induction de la formation du mésoderme dorsal et de l’organisateur de Spemann tandis que les autres vont induire la formation du mésoderme ventral et intermédiaire. On peut donc comprendre que selon la polarité des cellules du pôle végétatif cela va conduire à l’induction d’un mésoderme dorsal (notochorde, etc) si ces cellules sont situées du côté dorsal, et à l’induction d’un mésoderme ventral (qui donnera lieu au mésenchyme et au sang) voire intermédiaire (qui donnera lieu aux muscles et reins) si les cellules sont situées du côté ventral ou latéral (ce sont elles que l’on retrouve les plus proches du site d’entrée du spermatozoïde).

### Biologie moléculaire
C’est un mécanisme qui reste encore à comprendre, certaines découvertes ont été faites, et on a déjà la certitude que certains facteurs de transcription ou protéines sont impliqués. 
D’après de nombreuses expériences, il semblerait que pour que des cellules deviennent mésodermiques celles-ci doivent avoir leur gène Xbra (« Xenopus brachyury ») activé. Ce gène semble être activé par des facteurs qui appartiennent à la famille des activines comme Vg1 ou encore des protéines comme Nodal et sont donc d’origine endodermique. On peut donner l’exemple de Derriere qui est un facteur de croissance de la famille des TGFβ qui agit sur de longues distances et qui va induire la différenciation des cellules du pôle animal afin qu’elles forment le mésoderme et ceci grâce à l’influence initiale de VegT sur Derriere. Cependant, les protéines activatrices n’étant pas en quantités indéfinies, le facteur Xbra lorsqu’il est activé va alors produire un FGF (qui est un facteur paracrine qui donc agit sur les cellules voisines) qui va jouer le rôle de facteur de transcription et réguler positivement le gène Xbra afin d’induire et donc de prolonger son activation.    
En 2000, Agius et ses collaborateurs publient un article dans lequel ils expliquent les résultats de leurs expériences faites sur l’œuf de Xenopus au stade de la fin de formation de la blastula. Trois protéines Xnr1 Xnr2 et Xnr3 apparentées à Nodal sont exprimées selon un gradient de concentration dorso-ventral dans l’endoderme grâce à l’activité regroupée de Vg1 et VegT (facteurs de la famille des TGFβ localisés dans le pôle végétatif) et la β-caténine (localisée sur le côté dorsal du pôle végétatif) qui vont activer les « Nodal related-genes » (Xnr). La β-caténine étant une protéine pouvant jouer le rôle de facteur de transcription et qui se retrouve dans le noyau des cellules situées du côté dorsal de l’œuf chez le Xénope après sa rotation due à la fécondation. C’est ce gradient de concentration qui va diriger la formation du mésoderme et sa spécificité. Ainsi, les régions où ce gradient en Xnr sera le plus faible voire nul, donneront lieu au mésoderme ventral. À l’inverse, là où le gradient sera fort et où il y aura l’expression de certains gènes participant à la formation du mésoderme dorsal et Goosecoid, il y aura formation de l’organisateur (organisateur de Spemann). Par ailleurs, là où le gradient sera intermédiaire au niveau de sa concentration, il y aura formation du mésoderme latéral.
Par ailleurs, d’autres chercheurs ont découvert l’importance des gènes Xnr5 et Xnr6 appartenant à la famille des « Xenopus Nodal-related genes ». Ce sont des gènes qui sont exprimés exclusivement dans le pôle végétatif au niveau dorsal avant d’être exprimés plus tard exclusivement encore dans l’endoderme et notamment le centre de Nieuwkoop. Ce sont des gènes qui vont induire l’expression de Xnr1 et Xnr2 dans les cellules du pôle animal et qui sont régulés par VegT et la β-caténine. Ils font partie de ceux qui induisent la formation du mésoderme axial. Comparativement à Xnr1 et Xnr2, Xnr5 et Xnr6 ne peuvent pas être inhibés par Cerberus-short (« Cer-s »).